# Anti Social Media
Anti Social Media es un grupo musical danés de estilo pop rock, fundado en el año 2014 y compuesto por los músicos y cantantes: Philip Thornhill (vocal), Nikolaj Tøth (guitarra), David Vang (bajo) y Emil Vissing (batería). Un año más tarde se dieron a conocer tras realizar su primera aparición en la preselección nacional Dansk Melodi Grand Prix con la canción The Way You Are compuesta por el productor Remee e incluida en uno de los puestos de la Tracklisten, en la que el grupo logró ganar los votos del jurado y el televoto, consiguiendo así representar a Dinamarca en el Festival de la Canción de Eurovisión 2015 celebrado en la ciudad de Viena (Austria), en el que finalmente no lograron superar la primera semifinal. 
Posteriormente en este mismo año, han sacado su segundo sencillo titulado More Than a Friend, que se incluirá en el álbum que está actualmente en proceso y que se titulará The Way.